# ربيعة بن الحارث
ربيعة بن الحارث بن عبد المطلب (المتوفي سنة 23 هـ) صحابي، وابن عم للنبي محمد. تأخر إسلامه إلى السنة الخامسة للهجرة النبوية، وشهد مع النبي محمد فتح مكة، وغزوتي حنين والطائف، وتوفي في خلافة عمر بن الخطاب في المدينة المنورة.

## سيرته
كان ربيعة بن الحارث بن عبد المطلب بن هاشم ابن عم للنبي محمد، وكان ربيعة أسن من عمه العباس بن عبد المطلب بسنتين، وكان يمتهن التجارة، وكان شريكًا لعثمان بن عفان في الجاهلية.
تأخر إسلام ربيعة بن الحارث، ولكنه لم يشهد ربيعة غزوة بدر في صفوف قريش ضد المسلمين، لأنه كان غائبًا بالشام وقتها. كان إسلام ربيعة أيام غزوة الخندق عندما صحب عمه العباس وأخيه نوفل بن الحارث في هجرتهم إلى يثرب. وقد أكرمه النبي محمد في خيبر، فأطعمه منها 100 وسق، وجعلها له كل سنة، وأثنى النبي محمد عليه، فقال: «نعم العبد ربيعة بن الحارث، لو قصر من شعره، وشمر من ثوبه». وقد شهد ربيعة مع النبي محمد فتح مكة، وغزوة الطائف وغزوة حنين، وكان ممن ثبت مع النبي محمد يومها.
توفي ربيعة بن الحارث في المدينة المنورة في خلافة عمر بن الخطاب سنة 23 هـ بعد أخويه نوفل وأبي سفيان، قيل بل مات سنة 13 هـ. وكان له من الولد محمد وعبد الله والحارث والعباس وأمية وعبد شمس وعبد المطلب وأروى الكبرى وهند أمهم أم الحكم بنت الزبير بن عبد المطلب، وأروى الصغرى أمها أم ولد.

## أول دم وضع
وكان لربيعة ولد قيل اسمه آدم، وقيل تمام، وقيل إياس، كان يُسترضع في هذيل، فقتله بنو ليث بن بكر في حرب كانت بينهم، وقد وضع النبي محمد دمه يوم فتح مكة، فقال: «ألا إن كل دم كان فِي الجاهلية فهو تحت قدمي، وأول دم أضعه دم ابن ربيعة بن الحارث بن عبد المطلب».
وقيل بل خرج حذيفة بن انس الهذلي سيد بني عمرو بن الحارث من هذيل في قومه ليغيروا على بني بني الدؤل من كنانة. فوجدهم قد رحلوا عن منازلهم، ونزلها بنو سعد بن ليث من كنانة، فأغار على بنو سعد بن ليث وقتل منهم وكان آدم بن ربيعة مسترضع له فيهم، فقتل في من قتل في تلك الغارة، فوضع رسول الله صلى الله عليه وسلم دمه يوم الفتح.

## روايته للحديث النبوي
- روى عن: الفضل بن العباس.[8]
- روى عنه: عبد المطلب بن ربيعة بن الحارث.[8]
- مروياته: روى له الترمذي والنسائي حديثًا واحدًا.[8]